# Nelsonville (Texas)
Nelsonville è una comunità non incorporata degli Stati Uniti situata nella contea di Austin, nello stato del Texas. Secondo il censimento effettuato nel 2000 abitavano nella comunità 110 persone.

## Geografia
La comunità è situata a 29°58′36″N 96°24′12″W, all'incrocio tra la State Highway 159 e la Farm Road 2502. Il capoluogo di contea, Bellville dista 9,5 miglia (15,3 km) ad sud-est (raggiungibile attraverso la SH 159), mentre Industry è lontano 6,1 miglia (9,8 chilometri) ad ovest (raggiungibile attraverso la stessa autostrada). Bleiblerville si trova a 3,4 miglia (5,5 km) a nord-ovest (raggiungibile invece attraverso la FM 2502).